# Epirrhoe gabriella
Epirrhoe gabriella är en fjärilsart som beskrevs av Karl Schawerda 1926. Epirrhoe gabriella ingår i släktet Epirrhoe och familjen mätare. Inga underarter finns listade i Catalogue of Life.